# 格韋河
53°41′25″N 11°36′58″E / 53.6902°N 11.61602°E
格韋河（德語：Göwe），是德國的河流，位於該國東北部，由梅克倫堡-前波美拉尼亞州負責管轄，屬於瓦爾諾河的右支流，河道全長8公里，河口處在庫倫-文多夫附近。